# Panic Station
"Panic Station" é uma canção da banda britânica de rock Muse, que está em no seu sexto álbum de estúdio The 2nd Law. A música foi lançada como single promocional em 3 de junho de 2013.

## Faixas
| Download digital |                                |         |  |
| N.º              | Título                         | Duração |  |
| 1.               | "Panic Station"                | 3:03    |  |
| 2.               | "Panic Station" (Madeon Remix) |         |  |

| Single promocional |                 |         |  |
| N.º                | Título          | Duração |  |
| 1.                 | "Panic Station" | 3:03    |  |

## Videoclipe
O clipe musical de "Panic Station" foi filmado em janeiro de 2013 no Japão, durante a turnê de lançamento do álbum The 2nd Law. O lançamento do video foi feito em 22 de abril de 2013.
A versão original do clipe mostrava a chamada "bandeira do Sol Nascente" (uma das bandeiras oficiais do Japão). Isso irritou muitos usuários no canal da banda no YouTube, o que forçou a equipe da banda a remover o video para reedita-lo sem a bandeira, substituindo-a pela bandeira nacional do Japão. Um dos motivos das queixas era que a bandeira do Sol Nascente remonta a era imperialista japonesa, conhecida por ser um período de enormes atrocidades feitas pelo Japão contra diversos povos.
Em 9 de maio de 2013, a banda lançou um video interativo com a letra da música, em seu canal no YouTube.

## Paradas musicais
| Paradas (2012)                                        | Melhor posição |
| ----------------------------------------------------- | -------------- |
| França (SNEP)                                         | 107            |
| Paradas (2013)                                        | Melhor posição |
| Bélgica (Ultratop 50 - Flanders)                      | 19             |
| Bélgica (Ultratop 40 - Valônia)                       | 30             |
| Canadá (America's Music Charts)                       | 9              |
| Estados Unidos (Billboard Alternative Songs)          | 2              |
| Estados Unidos (Billboard Hot Mainstream Rock Tracks) | 40             |
| Estados Unidos (Billboard Rock Airplay)               | 6              |
| Estados Unidos (Billboard Rock Songs)                 | 27             |